# Nitrate de cuivre(II)
Le nitrate de cuivre est formé par la combinaison d'un ion cuivre (Cu2+) et de 2 ions nitrates (NO3−) . Il a donc pour formule : Cu(NO3)2. Il se dissout dans l'eau en donnant un ion cuivre (Cu2+) et deux ions nitrate (NO3−)

## Fabrication
Le nitrate de cuivre peut être fabriqué par l'action de l'acide nitrique sur le cuivre ou un composé cuivré, ou alors le plus couramment, par exemple, est lors de la réaction du nitrate d'argent de formule (AgNO3) et la formule ionique (Ag+, NO3−) avec une solution contenant des ions cuivriques (Cu2+) tel que le chlorure de cuivre de formule (CuCl2), (Cu2+, 2Cl−). Le résultat consiste alors en le chlorure d'argent qui précipite car il est insoluble et une solution de nitrate de cuivre :
2 AgNO3 + CuCl2 → 2 AgCl + Cu(NO3)2
Ce nitrate de cuivre peut être utilisé dans le patinage de bronze chaud.